# Jeb Stuart (sceneggiatore)
Jeb Stuart (Landstuhl, 21 gennaio 1956) è un regista, sceneggiatore e produttore cinematografico statunitense.

## Filmografia

### Regista
- Linea di sangue (Switchback) (1997)
- Blood Done Sign My Name (2010)

### Sceneggiatore
- Trappola di cristallo (Die Hard), regia di John McTiernan (1988)
- Leviathan, regia di George Pan Cosmatos (1989)
- Sorvegliato speciale (Lock Up), regia di John Flynn (1989)
- Vital Signs: un anno, una vita (Vital Signs), regia di Marisa Silver (1990)
- Ancora 48 ore (Another 48 Hrs.), regia di Walter Hill (1990)
- Il fuggitivo (The Fugitive), regia di Andrew Davis (1993)
- La giusta causa (Just Cause), regia di Arne Glimcher (1995)
- Fire Down Below - L'inferno sepolto (Fire Down Below), regia di Félix Enríquez Alcalá (1997)
- Linea di sangue (Switchback) (1997)
- Blood Done Sign My Name (2010)

### Produttore
- Vendetta trasversale (Next of Kin), regia di John Irvin (1989)
- Fire Down Below - L'inferno sepolto (Fire Down Below), regia di Félix Enríquez Alcalá (1997)
- Linea di sangue (Switchback) (1997)
- Blood Done Sign My Name (2010)